# British Grand Prix (squash)
Le British Grand Prix est un tournoi de squash masculin qui se tient en septembre au National Squash Centre à Manchester. Il faisait partie en 2010 et 2011 du PSA World Series, catégorie la plus prestigieuse du PSA World Tour. A ses origines, ce tournoi était destiné à remplacer partiellement le British Open, suspendu de 2010 à 2012.

## Palmarès
| Année | Champion                                            | Finaliste                                           | Score en finale                                     |
| ----- | --------------------------------------------------- | --------------------------------------------------- | --------------------------------------------------- |
| 2016  | Nick Matthew                                        | James Willstrop                                     | 11-7, 12-10, 11-4                                   |
| 2015  | Mohamed El Shorbagy                                 | Nick Matthew                                        | 11-7, 12-10, 9-11, 11-6                             |
| 2014  | Nick Matthew                                        | Mathieu Castagnet                                   | 11-7, 11-6, 11-5                                    |
| 2013  | Pas de tournoi à cause du championnat du monde 2013 | Pas de tournoi à cause du championnat du monde 2013 | Pas de tournoi à cause du championnat du monde 2013 |
| 2012  | Nick Matthew                                        | James Willstrop                                     | 4-11, 11-6, 11-9, 11-5                              |
| 2011  | Ramy Ashour                                         | Nick Matthew                                        | 1-11, 11-3, 11-7, 11-4                              |
| 2010  | Ramy Ashour                                         | James Willstrop                                     | 11-7, 3-11, 11-3, 11-5                              |